# Notoglanidium thomasi
Notoglanidium thomasi är en fiskart som beskrevs av Boulenger, 1916. Notoglanidium thomasi ingår i släktet Notoglanidium och familjen Claroteidae. IUCN kategoriserar arten globalt som starkt hotad. Inga underarter finns listade i Catalogue of Life.